# الجمعية الكيميائية الألمانية
الجمعية الكيميائية الألمانية (GDCh) هي جمعية علمية ورابطة مهنية تأسست عام 1949 لتمثيل مصالح الكيميائيين الألمان على الأصعدة المحلية، والوطنية، والدولية. توحد الجمعية الكيميائية الألمانية هؤلاء الأشخاص ذوي الصلة بالعلوم الكيميائية والجزيئية وتدعمهم في مساعيهم المسئولة والمستدامة لصالح الجمهور وبيئتنا."

## التاريخ
كانت باكورة الجمعية الكيميائية الألمانية المعاصرة هي الجمعية الكيميائية الألمانية ببرلين (DChG). وكان أدولف فان بيير بارزًا بين الكيمائيين الألمان وهو مؤسس الجمعية الكيميائية الألمانية ببرلين في عام 1867 وكان أوجست ويليام فون هوفمان أول رئيس لها. تم تأسيس هذه الجمعية على غرار الجمعية الكيميائية البريطانية، التي كانت مقدمة للجمعية الملكية للكيمياء. وكنظيرتها البريطانية، سعت الجمعية الكيميائية الألمانية لتعزيز التواصل بين الأفكار الجديدة والحقائق في جميع أنحاء ألمانيا وعبر الحدود الدولية.
في عام 1946، حدث اندماج نتجت عنه المنظمة الحالية.
وقد شمل الأعضاء الشرفيون في الجمعية الكيميائية الألمانية كلاً من أوتو هان، وروبرت وودورد، وجين ماري لين، وجورج اولاه وغيرهم من العلماء البارزين.

## الأنشطة
تتضمن المنشورات العلمية للجمعية أخبار الكيمياء، الكيمياء التطبيقية، المجلة الأوروبية للكيمياء، المجلة الأوروبية للكيمياء غير العضوية، المجلة الأوروبية للكيمياء غير العضوية، ChemPhysChem، ChemSusChem، ChemBioChem، ChemMedChem، ChemCatChem، الهندسة والتكنولوجيا الكيميائية والكيمياء في عصرنا.
وأصبحت الجمعية في القرن الحادي والعشرين عضوًا في منظمة جمعية الكيمياء العامة الأوروبية (ChemPubSoc Europe) وهي منظمة مكونة من 16 جمعية أوروبية للكيمياء. وتم تأسيس هذه الجمعية الأوروبية في أواخر التسعينيات حيث اتحد العديد من الصحف المعنية بالكيمياء المملوكة لجمعيات الكيمياء الوطنية.

### الجوائز والمنح
تعترف الجمعية بالإنجازات الفردية من خلال الجوائز والمنح، بما في ذلك الميدالية الممنوحة في الأصل بواسطة المنظمات السابقة لها، مثل الجمعية الكيميائية الألمانية ببرلين (DChG) وجمعية الكيميائيين الألمانية (VDCh):
- ميدالية هوفمان (ميدالية هوفمان التذكارية)، وأول من حصل عليها هنري مويسان، 1903[4]
- ميدالية ليباج (ميدالية ليبيج التذكارية)، وأول من حصل عليها أدولف فون بايير، 1903[4]

## وصلات خارجية
- Gesellschaft Deutscher Chemiker; الموقع بالإنجليزية